# Фой, Крис
Кри́стофер Джей Фой (англ. Christopher J. Foy; родился 20 ноября 1962 года в Сент-Хеленсе, Мерсисайд) — английский футбольный арбитр. Обслуживал матчи Премьер-лиги, а также английские национальные кубковые турниры.

## Судейская карьера
Фой начал судить футбольные матчи в 1983 году. В 1994 году он был включён в список помощников судей, обслуживающих матчи Футбольной лиги Англии, а с 1995 года начал работать помощником судей в Премьер-лиге.
С 1996 года Фой самостоятельно обслуживал матчи в Футбольной лиге, а с 2001 года начал работать главным арбитром в Премьер-лиге. Первым матчем в Премьер-лиге для Фоя в качестве главного судьи стала встреча между «Болтон Уондерерс» и «Чарльтоном» 15 декабря 2001 года.
В 2007 году он был назначен главным арбитром на финальный матч Трофея Футбольной ассоциации, в котором встретились клубы «Стивенидж Боро» и «Киддерминстер Харриерс». Матч прошёл 12 мая, победу в нём со счётом 3:2 одержал «Стивенидж». Фой показал в матче четыре жёлтые карточки.
В апреле 2008 года Фой был назначен резервным арбитром на финальный матч Кубка Англии 2008 года, в котором встретились «Портсмут» и «Кардифф Сити»; главным арбитром того матча был Майк Дин.
Крис Фой является болельщиком футбольного клуба «Эвертон», поэтому никогда не судит официальные матчи с участием «ирисок». В 2002 году, ещё до того, как он публично объявил о своих симпатиях, он отсудил один матч между «Эвертоном» и «Астон Виллой».
Фой отсудил финал Кубка Футбольной лиги 2009 года, в котором встретились «Манчестер Юнайтед» и «Тоттенхэм Хотспур». Основное и дополнительное время завершилось со счётом 0:0, победу по пенальти одержал «Юнайтед». Фой показал в матче три жёлтых карточки, все – игрокам «Манчестер Юнайтед».
9 августа 2009 года Фой отсудил матч на Суперкубок Англии, в котором встретились «Челси» и «Манчестер Юнайтед». Матч завершился вничью со счётом 2:2; по пенальти победу одержал «Челси».
В 2010 году Фой был назначен главным арбитром на финальный матч Кубка Англии. 15 мая 2010 года на «Уэмбли» встретились «Челси» и «Портсмут». «Челси» выиграл встречу со счётом 1:0. Фой показал три жёлтых карточки игрокам «Портсмута», а также поставил пенальти в ворота «Челси», но Кевин-Принс Боатенг не смог поразить ворота. Единственный мяч в этой встрече забил Дидье Дрогба.
В 2015 году завершил судейскую карьеру.

## Статистика
| Сезон                                                     | Матчи | Всего | за матч | Всего | за матч |
| --------------------------------------------------------- | ----- | ----- | ------- | ----- | ------- |
| 1997/1998                                                 | 41    | 106   | 2,59    | 6     | 0,15    |
| 1998/1999                                                 | 40    | 91    | 2,28    | 4     | 0,10    |
| 1999/2000                                                 | 34    | 101   | 2,97    | 7     | 0,21    |
| 2000/2001                                                 | 34    | 116   | 3,41    | 8     | 0,24    |
| 2001/2002                                                 | 30    | 100   | 3,34    | 9     | 0,30    |
| 2002/2003                                                 | 18    | 78    | 4,34    | 5     | 0,28    |
| 2003/2004                                                 | 23    | 68    | 2,96    | 4     | 0,17    |
| 2004/2005                                                 | 28    | 53    | 1,89    | 1     | 0,04    |
| 2005/2006                                                 | 43    | 103   | 2,40    | 10    | 0,23    |
| 2006/2007                                                 | 41    | 111   | 2,71    | 7     | 0,17    |
| 2007/2008                                                 | 34    | 99    | 2,91    | 6     | 0,17    |
| 2008/2009                                                 | 36    | 117   | 3,25    | 3     | 0,08    |
| 2009/2010                                                 | 16    | 55    | 3,43    | 3     | 0,19    |
| Примечания: данные по сезону 1996/97 и ранее отсутствуют. |       |       |         |       |         |